# Czigándy Varga Sándor
Czigándy Varga Sándor, eredeti nevén Varga Sándor (Sátoraljaújhely, 1985. november 4. –) magyar szobrászművész.

## Életpályája

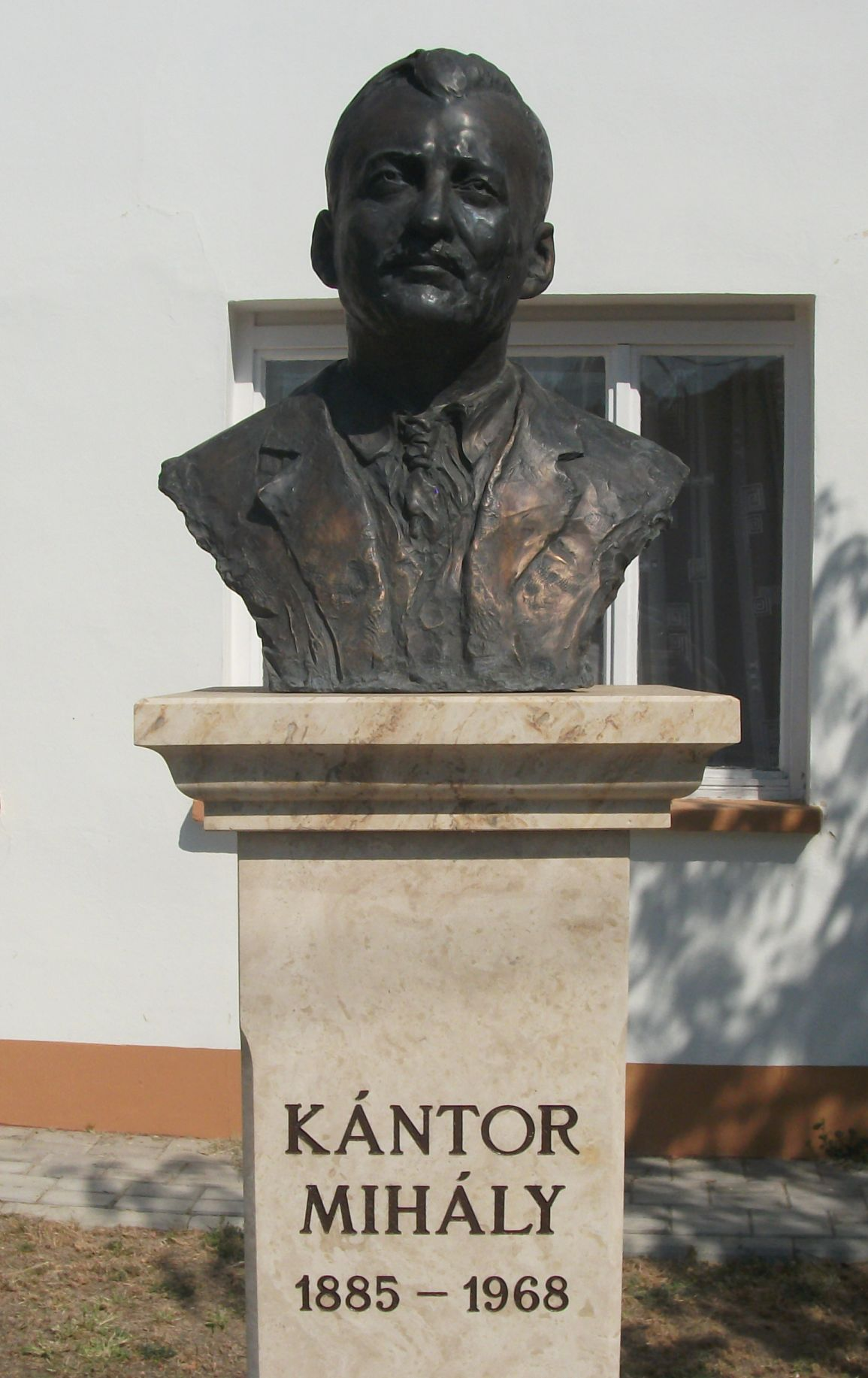
Kántor Mihály bronz mellszobra Cigándon, a művész első köztéri alkotása (2012)

A fa megmunkálását már gyermekként gyakorolhatta, hiszen fafaragó édesapja, id. Varga András (1962-2007) aki citerát, pásztorbotokat, népművészeti tárgyakat és kisebb plasztikákat készített, nagy hatással volt rá. Általános iskolai (Kántor Mihály Általános Iskola, Cigánd) tanulmányai mellett, 1994 és 2000 között párhuzamosan foglalkozott művészettel a sátoraljaújhelyi Lavotta János Alapfokú Művészeti Iskola cigándi kihelyezett tagozatában Völgyi Antal vezetésével, aki elindította a szobrászati pályán. Nagyon fiatalon érdeklődni kezdett a tér, a plasztika, a forma iránt. Megfigyelésein alapuló ábrázolásai lehetővé tették, hogy egyre kifinomultabb a saját korosztályától eltérő, kimagasló eredményeket érjen el a művészeti területeken. 13 éves korától különböző rajz- és képzőművészeti versenyeken elért kimagasló eredményei, valamint szülei, tanárai ösztönzése mellett a saját érdeklődése és a szakma iránti elhivatottsága sodorta lépésről-lépésre a szobrászművész diploma megszerzéséhez.
2006-ban elvégezte a Nyíregyházi Művészeti Szakközépiskolát, ahol a képzőművészeti osztályban Németh Erika és Zagyva László voltak a tanárai. Tanulmányait Budapesten, a Magyar Képzőművészeti Egyetem szobrászművész szakán folytatta, ahol mesterei: Karmó Zoltán, Sallai Géza, Kő Pál és Gálhidy Péter voltak. 2010-ben elkezdte az MKE képzőművész-tanári szakát is, majd 2012-ben mindkét szakon diplomát szerzett.Tanárai javaslatára itt vette fel a Czigándy Varga Sandor művésznevet, ezzel is tisztelegve szűkebb hazája, Cigánd előtt. 2013-tól a Nyíregyházi Művészeti Szakközépiskola képzőművész-tanára. 2018-tól a Medgyessy Ferenc Gimnázium és Művészeti Szakgimnázium tanára.

## Munkássága
Szobrai nagyobb része organikus, a természetből merített, megélt formatapasztalatok rendjét követi a világ által már megteremtett s annak rejtett darabjaiból, létrehozva egy tiszta, közlékeny és természetes művészetet. Alkotásai sajátos igazságkeresés a művészet megválaszolására. Ilyen szobra például: a Kliluk című. A portré és alakábrázolásokban hivatalos megbízásokat is kap. Így készülhetett el Kántor Mihály tanító, néprajzi gyűjtőről készült első köztéri szobra Cigándon. A portrét diplomaévében, a budapesti Epreskertben a Benczúr Gyula műteremházban készítette el, a Kő Pál osztályon.

## Művei

### Köztéri alkotásai

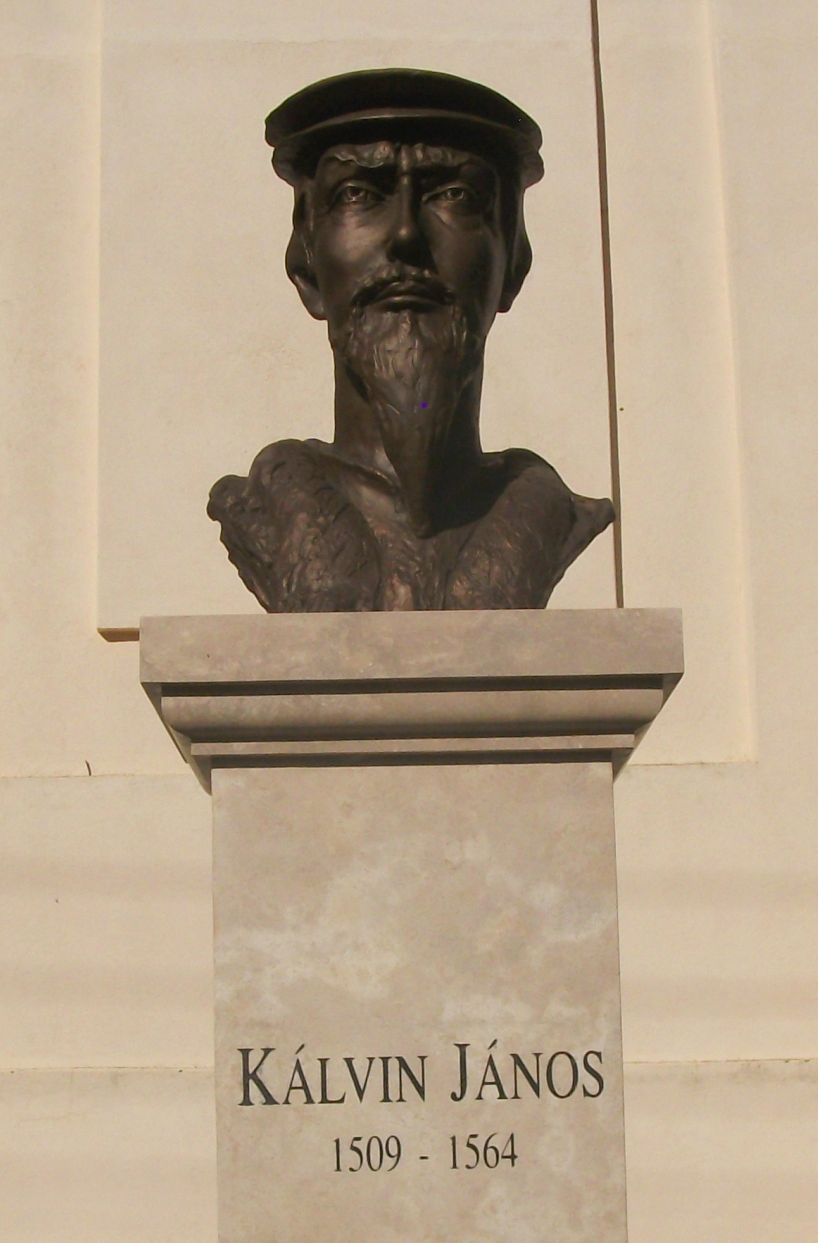
Kálvin János bronzportréja Füzesgyarmaton (2013)

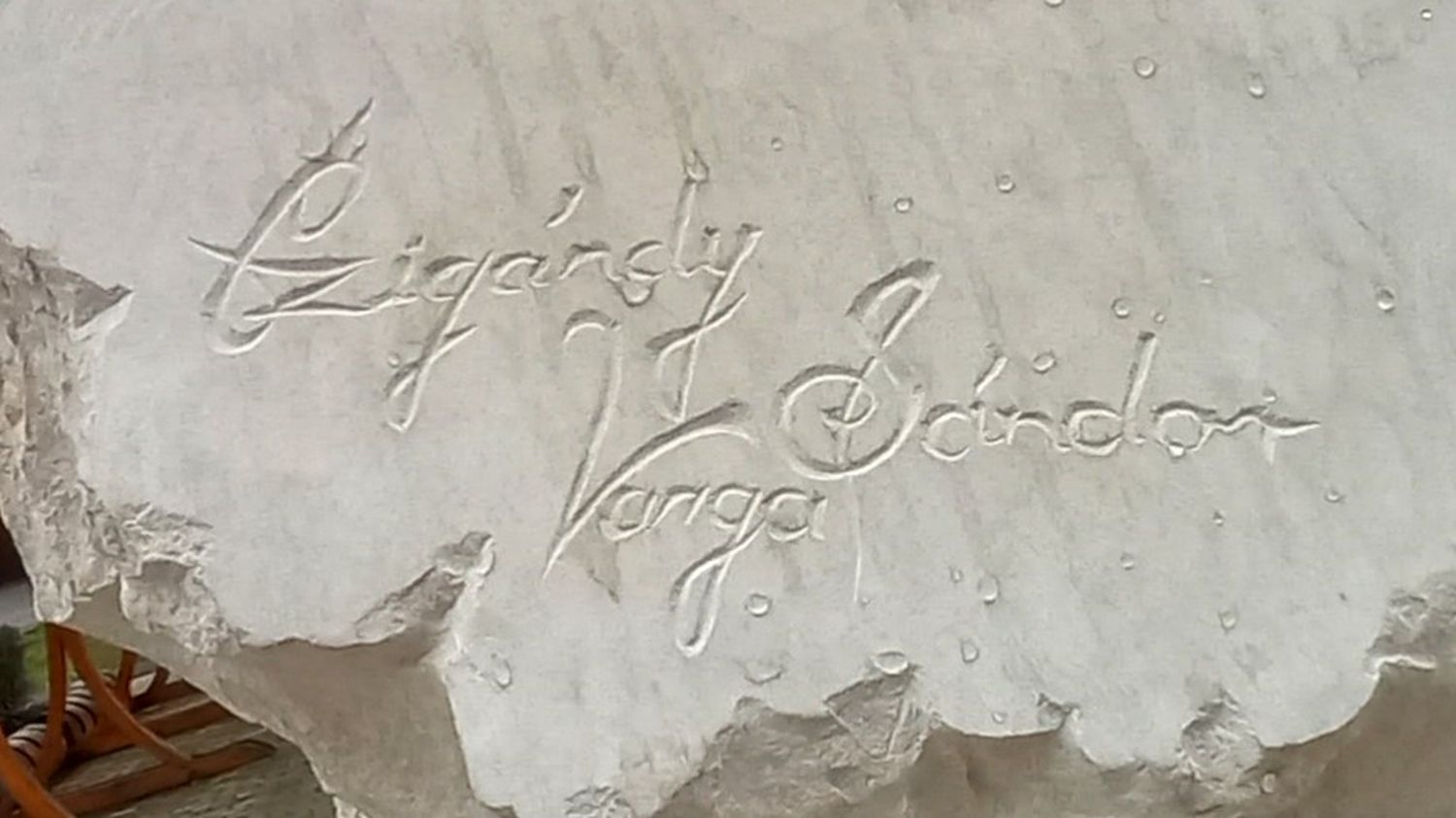
Czigándy Varga Sándor szignója (2022)

- Kántor Mihály bronzportré – (Cigánd, 2012)
- A Bodrogközi Gazdasági Vasút Részvénytársaság alapításának 100. évfordulója alkalmából, gőzmozdonyról készített bronz dombormű – (Cigánd, 2012)
- Sőregi János bronz mellszobor – (Cigánd, 2013)
- Kálvin János bronzportré – (Füzesgyarmat, 2013)
- I. világháborús emlékmű Turul madara – (Cigánd, 2014)
- Sőregi Márton bronz mellszobor – (Cigánd, 2015)
- Holokauszt süttői mészkő Emlékmű – (Cigánd, 2015)
- Nagy Dezső bronz mellszobor – (Cigánd, 2017)
- Kálvin János süttői mészkő mellszobra - (Cigánd, 2017)
- Trianon-emlékmű – (Cigánd, 2021)
- Dr. Ablonczy Pál vratza mészkő mellszobra – (Cigánd, 2022)

### Szoborműveinek címlistája
- Kopoltyú, tölgyfa, 100 x 65 x 25 cm, 2009
- Törzs, bükkfa, 15 x 30 x 19 cm, 2010
- "Meder" 2010
- Hangszer, tölgyfa, 51 x 36 x 4 cm, 2010.
- Arabeszk, bükkfa, 2011
- Kliluk, tölgyfa, 98 x 64 x 30 cm, 2011.
- Feltörő mozgás, kőris, bükk és tölgyfa, 280 x 75 x 27 cm, 2012.
- Kék ló, cseresznyefa, hibiszkusz, 2014.
- Khnum, köracél, acélforgács, csont, fa, 2014.
- Viktória, carrarai márvány, életnagyság, 2015.
- Transz, életnagyság, üveg, 2015.
- Viktória, üveg, 2016.
- Vízszint, rogyasztott üveg, 2020
- Égitest, terrakotta, üveg, 2021
- KlilukIII. terrakotta, üveg, 2021
- Föveny, rogyasztott üveg, életnagyság, 2021

### Egyéb alkotásai
- Széchenyi István festett gipsz mellszobra (2005)
- Gyümölcsoltó Boldogasszony római katolikus kápolna, dombormű – (Cigánd, 2013)
- Petőfi Sándor gipsz mellszobra (2016)

### Részvétel restaurálásban
- 2011. Biacsi Pál családi kápolna felújítása, Magyarcsernye
- 2012. Ismeretlen mester: Belvederi kálvária szoborcsoport restaurálása (1789), Szekszárd
- 2012. Jézus Corpus, Újhartyán

## Csoportos kiállításai
- 2005-2011. Epreskert év végi kiállítások – Budapest
- 2008. Magyar Képzőművészeti Egyetem, Ji-King kiállítás- Budapest
- 2010. MKE, Barcsay pályázat – Budapest,
- 2010. Kő Pál osztály – Heves,
- 2011. Kő Pál és tanítványai – Heves
- 2011. “Vakond fölött a nap hiába kel.”, Kő Pál osztály – Magyar Képzőművészeti Egyetem Parthenon-fríz terem – Epreskert – Budapest[3]
- 2012. Epreskert, diploma – Budapest
- 2012. MKE, Barcsay-terem, „ATÁDITÉL, a Szobrász Tanszék Nagyatádon 2005-2011” – Budapest[4]
- 2013. Samu Géza-díjasok kiállítása, Forrás Galéria – Budapest[5]
- 2013. Városnapi kiállítás – Iskolamúzeum Cigánd
- 2013. Debrecen, „Feminin-maszkulin”, Műterem Galéria
- 2013. Nyíregyháza, „Őszi tárlat 2013.”, Jósa András Múzeum
- 2014. Művésztelep Nyitókiállítása, Monok
- 2014. Nyíregyháza, „Őszi tárlat 2014.”, Jósa András Múzeum
- 2014. XIII. Monoki Művésztelep kiállítása, Monok, Andrássy-kastély
- 2014. Figura-tabu, Pál Gyula Terem, Nyíregyháza
- 2015. „Szotyizmus” – Hadron Művészeti Egyesület kiállítása – Váci Mihály Kulturális Központ – Nyíregyháza[6]
- 2015. 62. Vásárhelyi Őszi Tárlat, Alföldi Galéria, Hódmezővásárhely
- 2016. „Transz” – Hadron Művészeti Egyesület kiállítása – Pál Gyula Terem – Nyíregyháza[7]
- 2016. „Jelen-levők”, Városi Galéria, Nyíregyháza,
- 2016. Zalaszentgrót, „XV. Zalaszentgróti Szimpózium Záró Kiállítása”, Kiskastély Galéria
- 2016. Nagybányai Liceul de Arte és a Nyíregyházi Művészeti Szakgimnázium művésztanárainak közös kiállítása, Nyíregyházi Városi Galéria, Nyíregyháza
- 2016. Hajdú-Bihar Megyei Őszi Tárlat, Debreceni Művelődési Központ, Debrecen
- 2017. Képzőművészeti Ösztöndíjasok Kiállítása, Nyíregyházi Városi Galéria Pál Gyula Terme, Nyíregyháza
- 2017. 2+1, Nyíregyházi Városi Galéria Pál Gyula Terme, Nyíregyháza
- 2018. 65. Vásárhelyi Őszi Tárlat, Alföldi Galéria, Hódmezővásárhely
- 2018. „Hét ajtó”, Artikon Galéria, Nyíregyháza
- 2018. „Bartók 100”,Torony Galéria, Sopron
- 2021. Debreceni Tavaszi Tárlat.
- 2021. 67. Vásárhelyi Őszi Tárlat

## Díjai, elismerései
- Vadász György-díja (2009)
- Samu Géza-díj (2011)
- MAOE – egyesületi tag (2015)
- Képzőművészeti Ösztöndíj – Nyíregyháza Megyei Jogú Város Önkormányzata (2016)
- Nemzeti Kulturális Alap (NKA) alkotói támogatás

## További információk

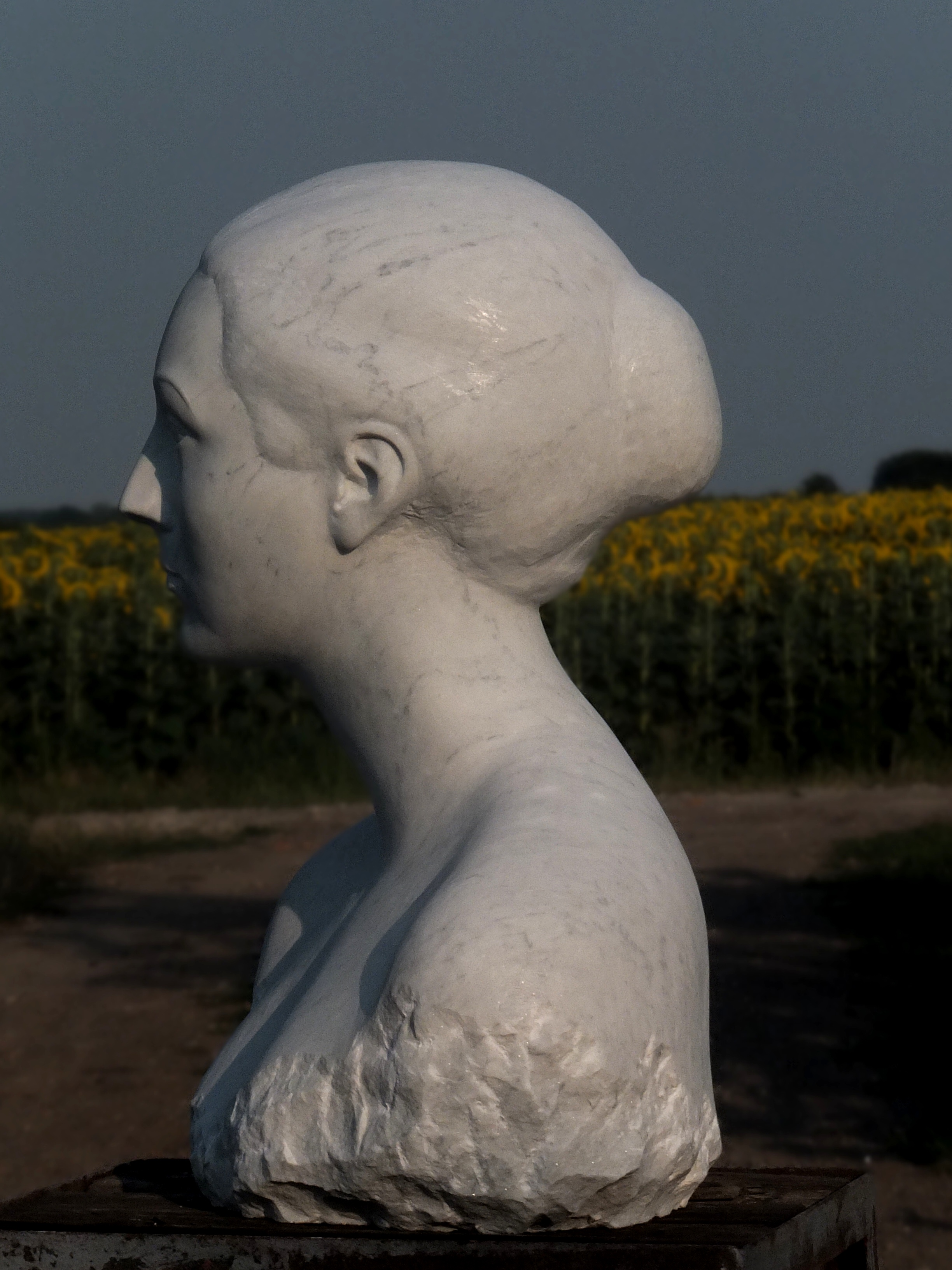
Viktória, carrarrai márvány.